# Pénitencier de Dorchester
Dorchester Penitentiary
Le pénitencier de Dorchester (en anglais : Dorchester Penitentiary) est un pénitencier fédéral canadien à sécurité moyenne, géré par le Service correctionnel du Canada et situé à Dorchester, au Nouveau-Brunswick.

## Situation
L'établissement est positionné sur un versant de la colline Coppermine, face à la vallée de la rivière Memramcook, le long de la route 106. 

## Capacité
L'établissement peut accueillir jusqu'à 466 prisonniers masculins.[réf. souhaitée]

## Histoire
En 1865, Edward Barron Chandler vend le terrain de l'actuel pénitencier. Ouvert le 14 juillet 1880, il s'agit, à ce jour, du deuxième plus ancien pénitencier du Canada, après Stony Mountain au Manitoba, encore en activité depuis le 30 septembre 2013, soit depuis la cessation des activités du pénitencier de Kingston. 
L'établissement accueillait tous les délinquants à sécurité maximale des provinces de l'Atlantique, mais fut remplacé à ce titre en 1987 par l'Établissement Atlantique de Renous. Le pénitencier de Dorchester est maintenant un établissement à sécurité moyenne.
Une annexe du pénitencier de Dorchester, l'établissement Westmorland, est autonome depuis 1975. Le centre de rétablissement Shepody a été établi à l'intérieur des murs en 2001.
En 1992, les tours de gardes du pénitencier deviennent  des édifices fédéraux du patrimoine reconnu.